# Nick Heidfeld
Nick Lars Heidfeld (n. 10 mai 1977, Mönchengladbach, Germania) este un pilot de curse german, cunoscut pentru faptul că a participat 12 sezoane în Campionatul Mondial de Formula 1, între anii 2000 și 2011.
A debutat în Formula 1 în sezonul din 2000 pentru echipa fostului cvadruplu mondial, Alain Prost. În anul următor s-a mutat la Sauber, acolo unde l-a avut coechipier pe debutantul, ulterior campionul mondial, Kimi Räikkönen. La Marele Premiu al Braziliei din 2001, el reușește să termine cursa pe locul 3 și obține astfel primul podium din cariera sa, în doar al 20-lea Mare Premiu în care participă. A mai rămas cu Sauber încă un sezon, după care a făcut pasul spre Jordan în 2004, acolo unde nu a avut prea mult succes. În 2005 conduce pentru Williams, cu care obține primul și singurul său pole position din carieră la Marele Premiu al Europei. A mai obținut trei podiumuri pe parcursul sezonului.
Odată cu preluarea de către BMW a echipei Sauber, el este cooptat pentru a se alătura noului proiect BMW Sauber pentru 2006. Urmează cea mai bună perioadă din cariera sa: un podium în 2006, două podiumuri și locul 5 în campionatul piloților din 2007 și patru podiumuri și locul 6 în campionatul piloților din 2008. După sezonul dezastruos din 2009 al BMW, producătorul german și-a anunțat retragerea din sport, iar Heidfeld a rămas fără un loc în Formula 1 pentru 2010. A revenit ulterior la Sauber pentru ultimele cinci curse din sezonul 2010. Deși nu avea contract pentru 2011, el a fost anunțat la Renault drept înlocuitorul lui Robert Kubica (cel cu care a fost coleg la BMW Sauber între 2006-2009) după ce acesta a suferit un accident grav înainte de începerea sezonului. A condus pentru echipă în primele 11 curse din sezon, timp în care a obținut și un podium în Marele Premiu al Malaysiei, înainte de a fi înlocuit de Bruno Senna în pauza de vară.
În ciuda aparițiilor regulate pe podium, Heidfeld nu a câștigat niciodată o cursă de Formula 1, iar din acest motiv, el deține în prezent două recorduri în F1; cele mai multe podiumuri fără o victorie (13), și cele mai multe clasări pe locul doi fără victorie (8). După perioada din Formula 1, Heidfeld a participat și în alte competiții precum Campionatul Mondial de Anduranță FIA, Formula E și Porsche Supercup.

## Copilăria și începuturile în sporturile cu motor
Heidfeld s-a născut în Mönchengladbach, Germania de Vest, la 10 mai 1977, și a început să concureze cu karturi la vârsta de 11 ani, în 1988. În 1994, sa mutat în seria germană Formula Ford, câștigând atenția pe scară largă prin câștigarea a 8 din cele 9 curse pentru a lua titlul din acel sezon. În 1995 a câștigat Campionatul Internațional German de Formula Ford 1800 și a terminat pe locul al doilea în Cupa Zetec. Acest lucru a condus către un test în Campionatul German de Formula 3 pentru 1996, unde a terminat pe locul al treilea la general, după ce a obținut 3 victorii. A participat în cursa finalului de sezon, Marele Premiu de la Macau, și a câștigat prima serie a cursei, atrăgând atenția compatriotului Norbert Haug, care l-a semnat ulterior în echipa West Competition.

## Cariera de juniori
În anul următor, Heidfeld a câștigat campionatul german de F3 pentru Bertram Schäfer Racing, cu sprijinul McLaren/West, inclusiv o victorie la cursa de suport de Formula 3 de la Marele Premiu al Principatului Monaco. În 1998, a câștigat trei curse și a terminatpe locul 2 în Campionatul Internațional de Formula 3000, cu echipa West Competition. La ultima cursă a sezonului a fost retrogradat în spatele grilei din pole position, după ce echipa sa a folosit combustibil neconform. El a terminat cursa pe locul nouă și în afara punctelor, pierzând campionatul cu șapte puncte în fața lui Juan Pablo Montoya. În acel sezon, el a fost și pilotul oficial de teste pentru echipa McLaren-Mercedes de Formula 1. În 1999, a câștigat Campionatul Internațional de Formula 3000. În acel an, a obținut, de asemenea, recordul oficial de timp pe tur de la Festivalul Vitezei de la Goodwood, care a durat 20 de ani. El a fost și membru al echipei Mercedes care a concurat în Cursa de 24 de ore de la Le Mans din 1999, dar echipa s-a retras după ce mașina Mercedes-Benz CLR s-a răsturnat pe linia dreaptă Mulsanne  în timp ce Mark Webber și Peter Dumbreck o conduceau.

## Cariera în Formula 1

### Prost Grand Prix (2000)
Heidfeld a fost semnat ca pilot de curse titular pentru echipa Prost Grand Prix F1 pentru sezonul 2000, alături de veteranul Jean Alesi. Heidfeld s-a luptat cu noua sa mașină și a suferit o serie de retrageri, precum și multiple ciocniri cu coechipierul său. Nu a obținut niciun punct, cel mai bun rezultat al sezonului a fost locul 8 în Marele Premiu al Principatului Monaco din 2000.

### Sauber (2001-2003)
El a plecat de la echipa franceză la sfârșitul acelui sezon, înainte de a semna un contract pe trei ani cu Sauber pentru 2001. L-a avut coechipier cu debutantul de atunci, Kimi Räikkönen. În a 20-a cursă din cariera sa din Formula 1, Marele Premiu al Braziliei din 2001, Heidfeld reușește să se claseze pe locul 3 și marchează primul său podium. După anunțul retragerii lui Mika Häkkinen, mulți au crezut că Heidfeld îl va înlocui în echipa McLaren-Mercedes, deoarece acesta avea sprijinul Mercedes și a marcat mai multe puncte decât neexperimentatul Räikkönen, 12 față de 9. Cu toate acestea, locul de la McLaren a mers la Räikkönen, iar Heidfeld a rămas cu Sauber. În 2002, el a avut un alt coechipier debutant, Felipe Massa, depășindu-l și pe acesta în clasamenul campionatului mondial. Nu a mai obținut vreun podium, clasându-se în puncte de patru ori pe parcursul sezonului. A continuat cu Sauber și în 2003, având din nou un alt coechipier, de această dată compatriotul său mai experimentat Heinz-Harald Frentzen. Pe acesta nu a mai reușit să îl învingă, Heidfeld terminând în puncte doar de trei ori pe parcursul sezonului, locul 5 în Statele Unite fiind cea mai bună clasare a anului.

### Jordan (2004)

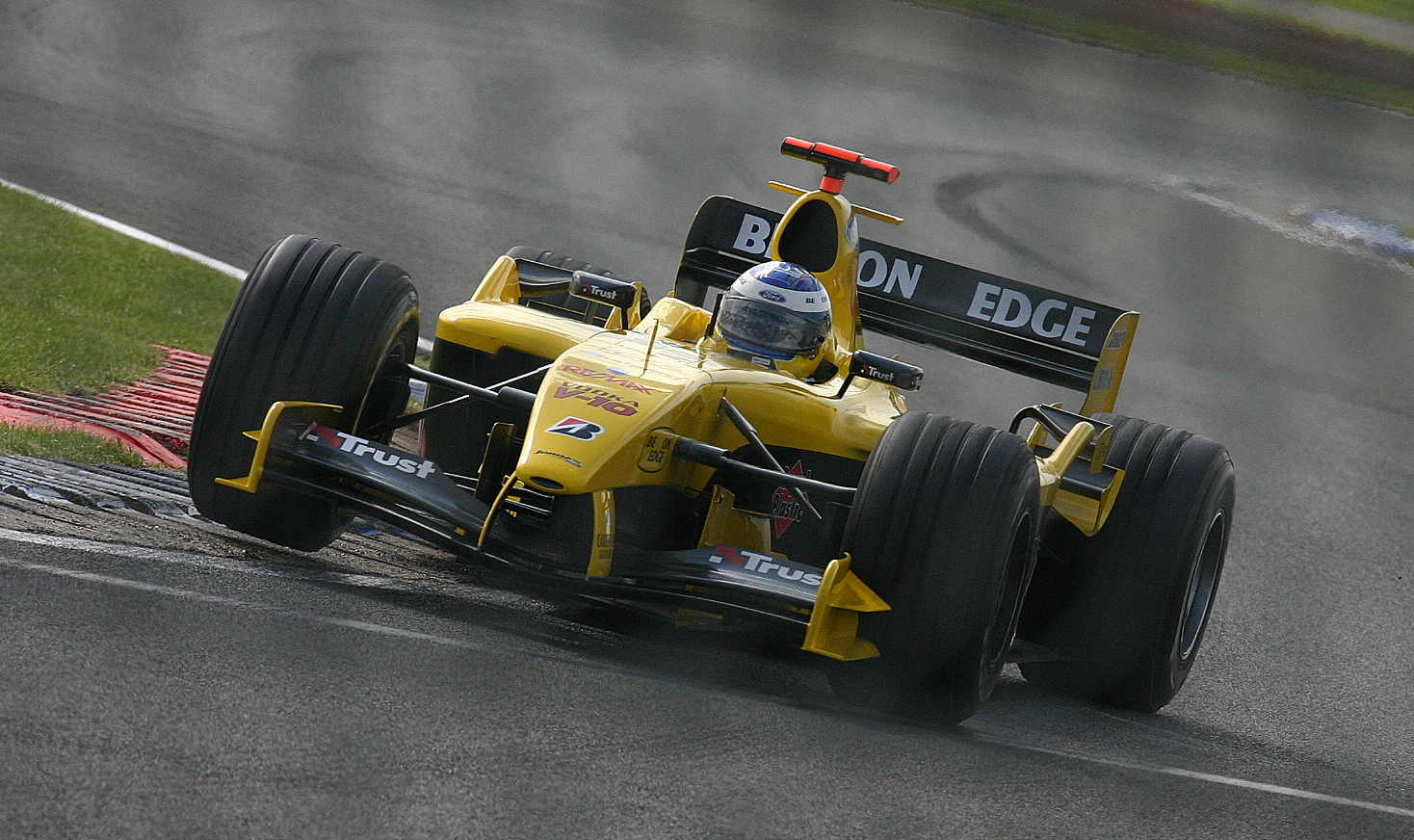
Heidfeld în antrenamentele pentru.

La sfârșitul sezonului 2003, Heidfeld a fost înlocuit la echipa Sauber de către italianul Giancarlo Fisichella venit de la Jordan, rămânând fără contract pentru a participa și în sezonul 2004. Cu toate acestea, după ce a impresionat în timpul unei serii de teste de presezon, s-a anunțat că Heidfeld va concura cu echipa Jordan, măcinată de probleme financiare, alături de debutantul Giorgio Pantano. Mașina EJ14 a fost o îmbunătățire a versiunii EJ13 necompetitive din sezonul precedent și s-a dovedit a fi lentă. În ciuda acestui fapt, Heidfeld a produs performanțe adesea performanțe impresionante, terminând peste mașinile mai competitive. A terminat pe locul al șaptelea la Marele Premiu al Principatului Monaco și pe locul opt la Marele Premiu al Canadei și a încheiat sezonul cu trei puncte.

### Williams (2005)

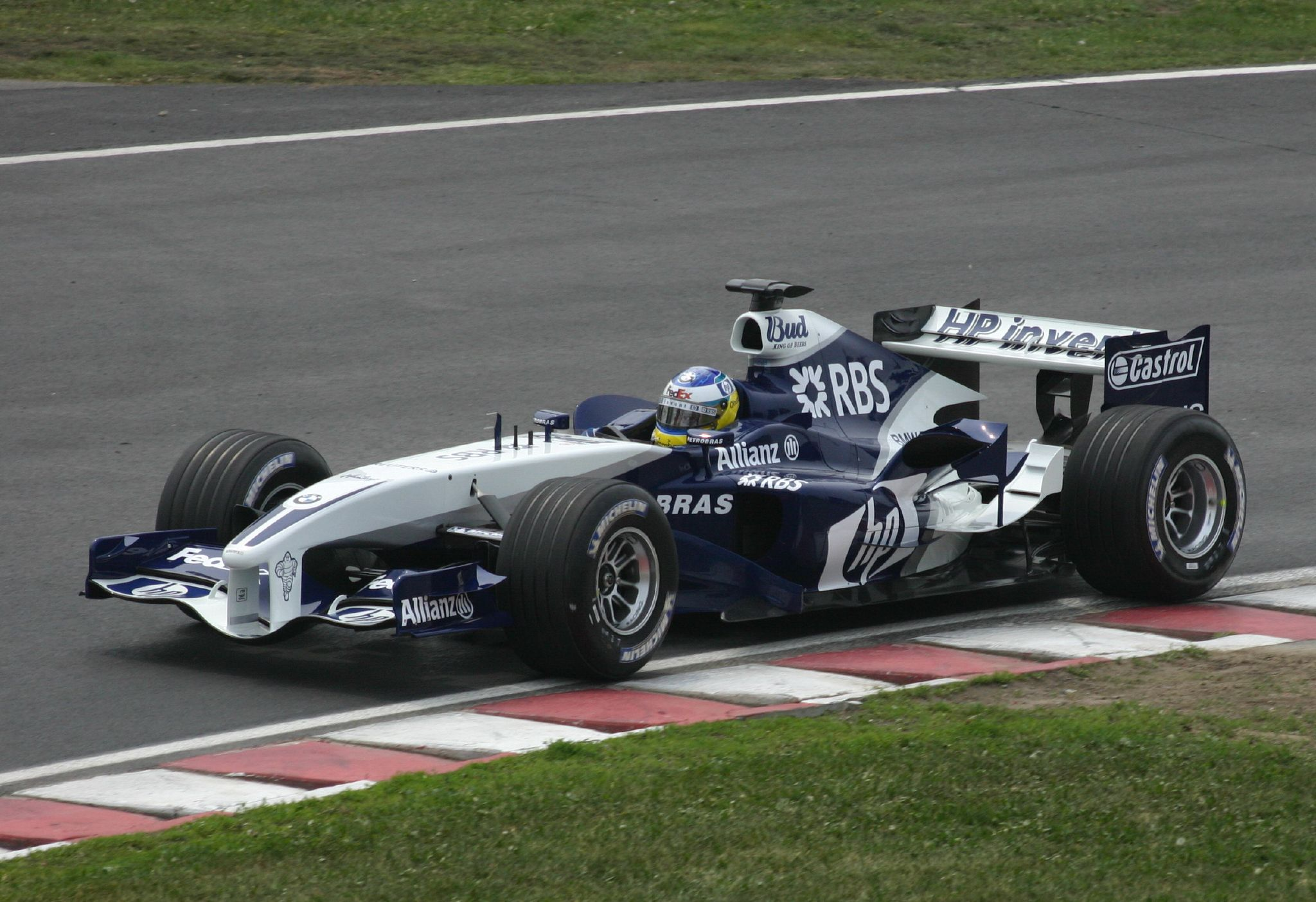
Heidfeld a obținut locul 2 în, cea mai bună clasare a sa din carieră.

În timpul iernii 2004-2005, Heidfeld a testat cu echipa Williams, într-o „întrecere” împotriva lui Antônio Pizzonia pentru al doilea loc de cursă alături de Mark Webber. La lansarea mașinii Williams din 31 ianuarie 2005, a fost anunțat că Heidfeld va fi pilotul de curse pentru echipă în 2005, înlocuind-o pe Juan Pablo Montoya, plecat la McLaren. Pentru prima cursă din Australia, s-a calificat pe locul 7, cu mult în urma coechipierului Webber de pe locul 3. În următoarea cursă din Malaysia reușește să se claseze pe locul 3, obținând astfel primul său podium pentru Williams și primul pentru el de la Marele Premiu al Braziliei din 2001. În Monaco, termină cursa pe locul 2 (cel mai bun rezultat al său la acea vreme) și își asigură un nou podium. În weekend-ul următor, pentru cursa de acasă din Germania, obține primul său pole position din carieră. Duminică a terminat cursa din nou pe poziția secundă, în spatele lui Fernando Alonso. A urmat o serie de cinci curse fără puncte înainte de termina pe locul 6 în Marele Premiu al Ungariei din 2006. Efectuând teste pentru Marele Premiu al Italiei din 2005, acesta a suferit un accident puternic, suferind răni și fiind forțat să lipsească de la cursele din Italia și Belgia. Programat să se întoarcă în Brazilia, el a fost accidentat din nou când a fost lovit de o motocicletă când mergea cu bicicleta și, prin urmare, a rămas afară tot restul sezonului.

### BMW Sauber (2006-2009)

#### 2006

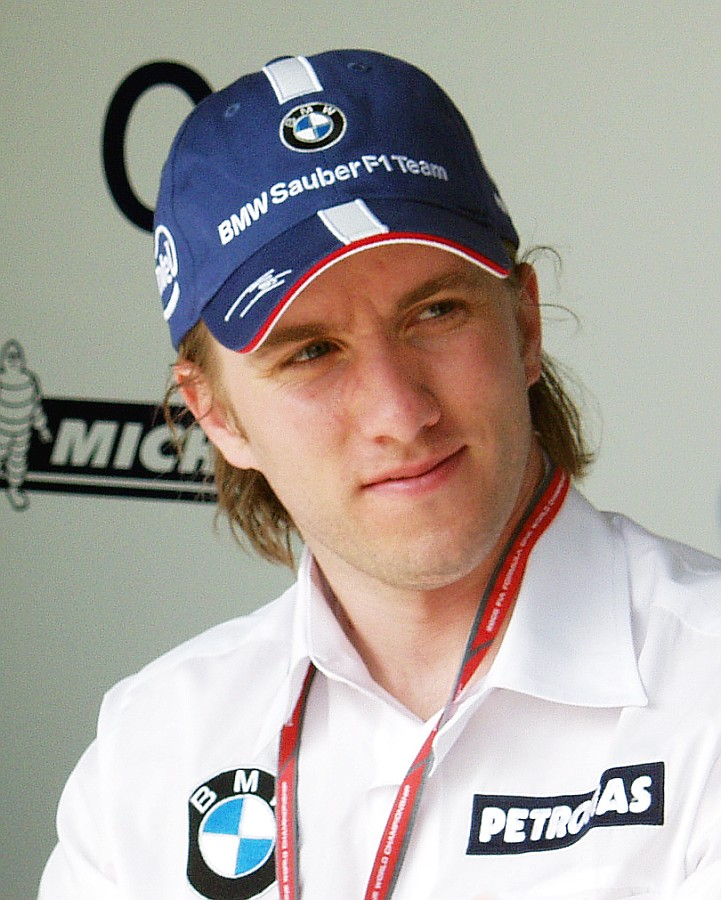
Heidfeld în.

Heidfeld a obținut un contract cu furnizorul de motoare al lui Williams de atunci, BMW, când aceștia au cumpărat echipa Sauber și au intrat în Formula 1 ca BMW Sauber pentru sezonul 2006. Acesta l-a avut coechipier pe campionul mondial din 1997, Jacques Villeneuve. În 2006, Heidfeld a marcat puncte de mai multe ori pentru noua sa echipă. La Melbourne, în a treia cursă a sezonului, se afla pe locul secund până când a ieșit mașina de siguranță. În cele din urmă a terminat pe locul patru. La Indianapolis, a fost eliminat într-un accident spectaculos din primul tur care i-a avut implicați și pe Scott Speed, Jenson Button, Kimi Räikkönen și Juan Pablo Montoya. Mașina lui Heidfeld s-a rotit în aer de patru ori, dar el și ceilalți piloți au scăpat cu toții nevătămați. În pauza de vară, Villeneuve a fost înlocuit de debutantul polonez, Robert Kubica. În Marele Premiu al Ungariei, Heidfeld a obținut primul podium pentru BMW Sauber și cel mai bun rezultat al anului, când acesta a terminat pe locul al treilea, deși se calificase doar pe locul zece pe grilă.
La sfârșitul sezonului, Heidfeld a fost citat atacând atenția excesivă de către mass-media asupra coechipierului său Kubica, deși acesta marcase mai puține puncte decât el. Acest lucru s-a întâmplat de alte două ori în cariera neamțului; în 2001 când a fost coechipier cu Kimi Räikkönen (pe care l-a învins cu 12 puncte la 9) și în 2002, când a fost coechipier cu Felipe Massa (pe care l-a învins cu 7 puncte la 4). Räikkönen și Massa au format ulterior formația de piloți de la Ferrari din 2007.

#### 2007

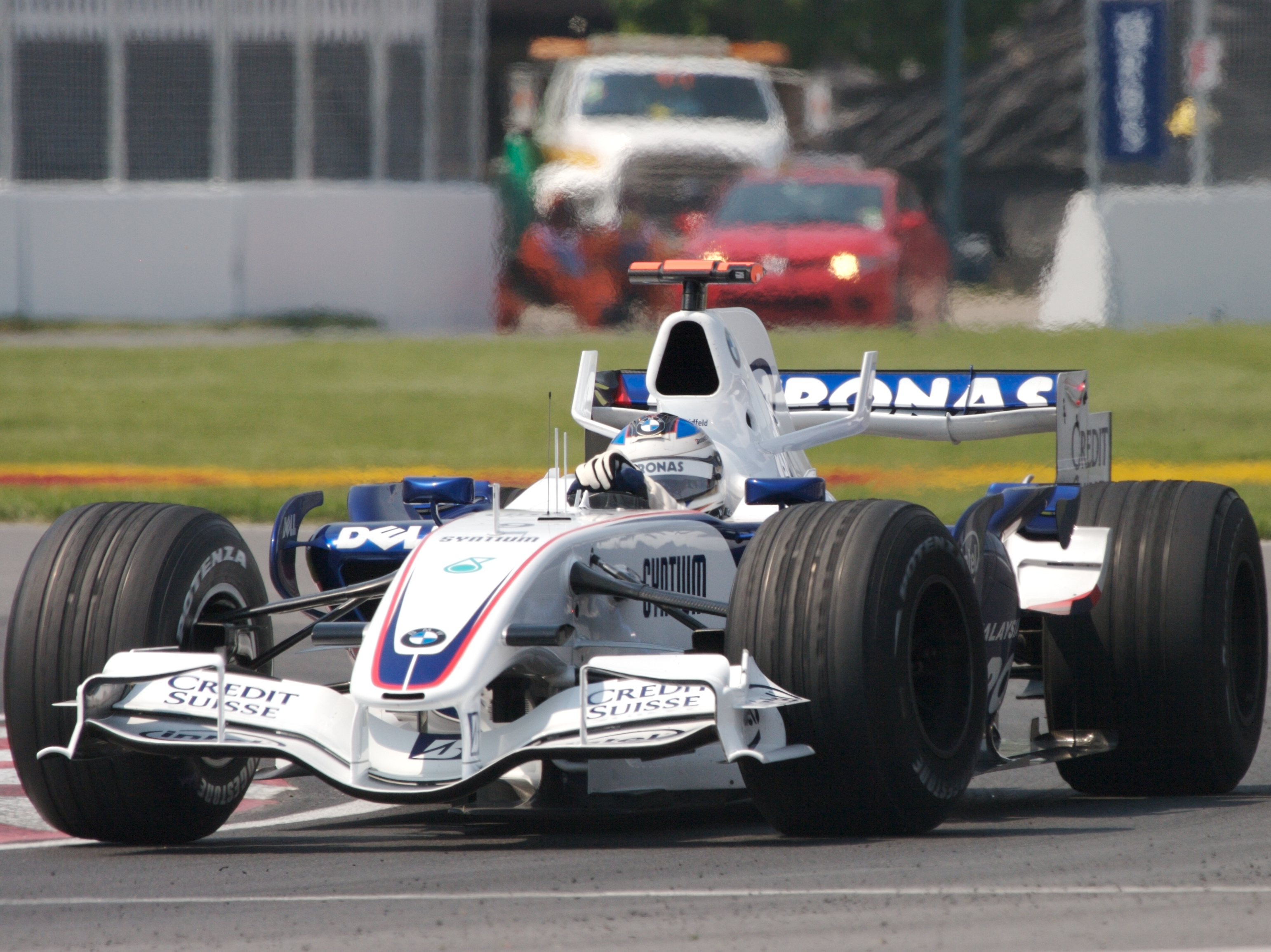
Heidfeld în.

Heidfeld a început sezonul 2007 în forță. În Bahrain, el l-a urmărit și l-a depășit pe campionul mondial en-titre Fernando Alonso, terminând cu jumătate de minut înaintea lui Kubica. El a obținut trei clasărie pe locul 4 în primele trei curse, un loc șase în Monaco și un loc doi la Marele Premiu al Canadei, unde a depășit, de asemenea, ambele Ferrari-uri, echivalând cea mai bună clasare a sa într-un Mare Premiu. După ce s-a retras de pe locul cinci la Indianapolis, a terminat în spatele lui Kubica atât la Magny-Cours, cât și la Silverstone. La Nürburgring, într-un Mare Premiu al Europei plin de evenimente unde s-a ciocnit cu Kubica în primul tur, el și-a revenit și l-a depășit pe acesta în ultimul tur pentru a termina pe locul șase, în ciuda faptului că a făcut șase opriri la boxe în timpul cursei. Heidfeld a revenit la forma sa bună în Ungaria, calificându-se pe locul al doilea și terminând pe locul al treilea pentru a obține al doilea podium al său și al BMW din sezon. A terminat pe locul patru în Marile Premii al Turciei și Italiei și pe locul cinci la Marele Premiu al Belgiei. El a încheiat în cele din urmă sezonul pe locul 5 în clasamentul campionatului mondial, cu 61 de puncte acumulate, peste Kubica cu 22 de puncte.
Pe 28 aprilie 2007, Heidfeld a condus trei tururi demonstrative în jurul legendarului Nürburgring, circuitul de 22 km Nordschleife. Asta l-a făcut primul pilot în 31 de ani care a pilotat acolo o mașină actuală de F1. Aproximativ 45.000 de spectatori au participat la eveniment, care a avut loc după o cursă de anduranță VLN de patru ore.

#### 2008

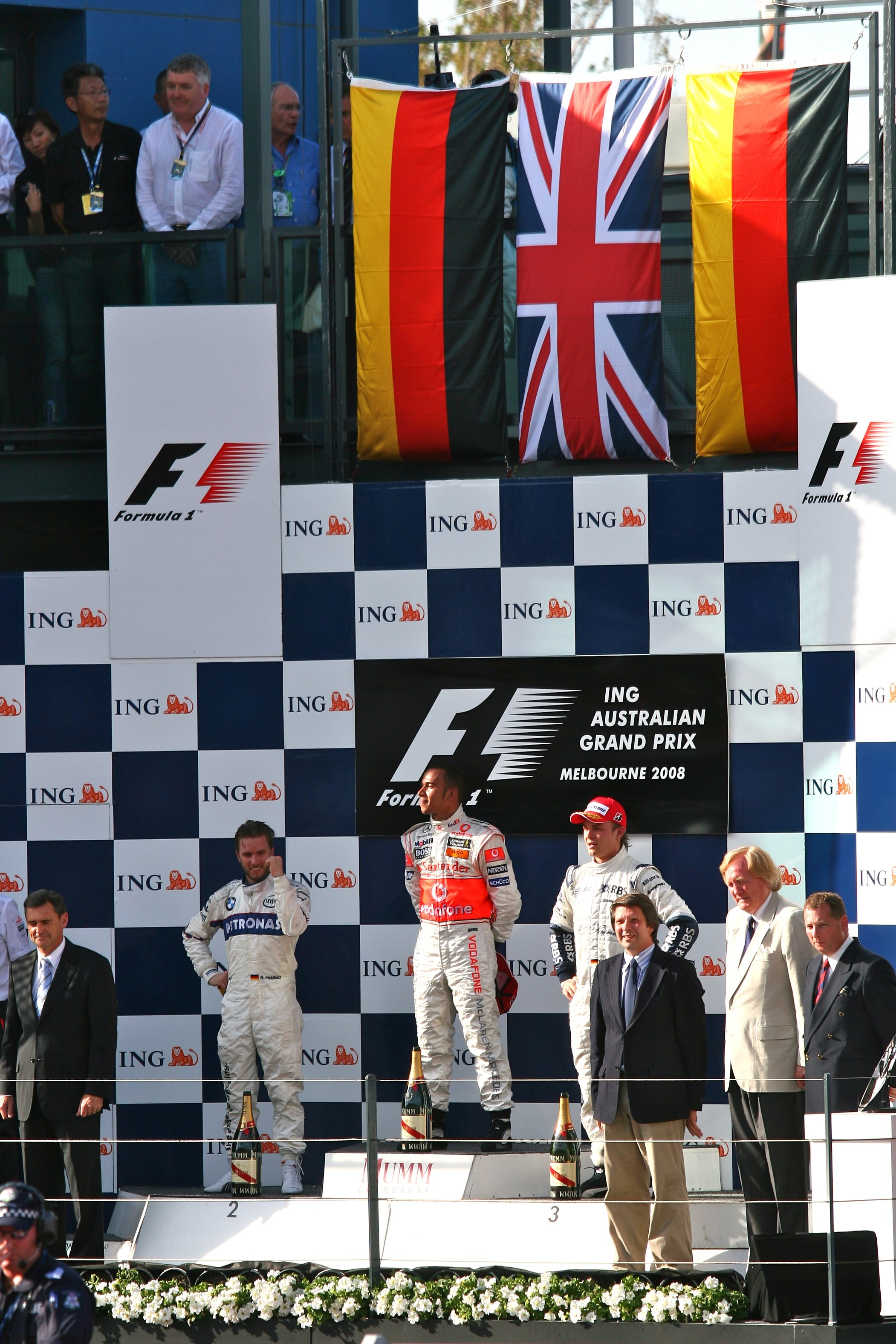
Podiumul cursei din din Australia, cu Heidfeld terminând pe locul 2.

După câteva luni de negocieri, BMW a confirmat că Heidfeld va rămâne cu echipa și pentru 2008, alături de același Kubica. Heidfeld a avut din nou un început bun de sezon, terminând pe locul al doilea în Australia, după ce s-a calificat pe locul cinci. În Malaysia, s-a calificat pe locul cinci, dar a coborât pe locul zece după primul viraj după ce a fost împins în lateral de Jarno Trulli. A revenit pe locul șase, stabilind și primul său cel mai rapid tur din carieră. În Bahrain a plecat de pe locul șase, a trecut ulterior de Trulli și Heikki Kovalainen pentru a urca pe locul patru. A terminat acolo și acest loc 4 i-a oferit poziția secundă în campionatul mondial.

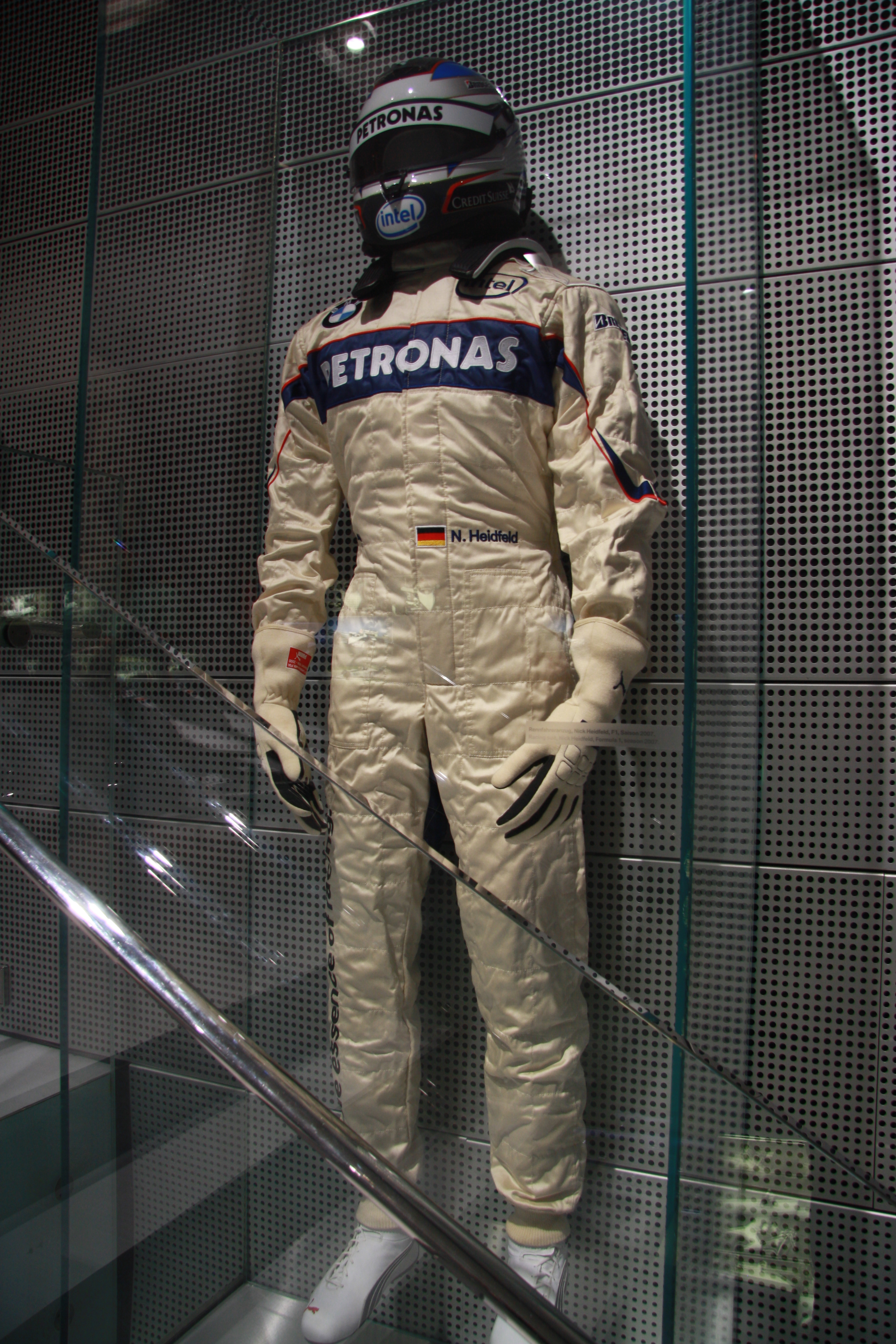
Costumul de curse al lui Heidfeld.

După câteva sesiuni de calificare și curse dezamăgitoare în săptămânile următoare (după care presa germană a început să-l numească „Leidfeld”, cu „Leid” însemnând „suferință” în germană), Kubica și Heidfeld au făcut istorie pentru BMW Sauber asigurându prima victorie a echipei în cei trei ani a ei și, respectiv, primul 1-2 în Canada. Heidfeld s-a poziționat pe locul opt pe grilă și, după ce a pierdut un loc la start, înainte de a-l recăpăta, s-a așezat confortabil pe locul opt încă o dată, înainte ca o perioadă de mașină de siguranță să producă oprirea la boxe a primelor 7 mașini în ceea ce avea să devină ulterior o bizară serie de erori care i-a lăsat pe Heidfeld și Kubica luptându-se pentru primele două locuri. Heidfeld a fost trecut la o strategie de o oprire și a ieșit de la boxe înaintea lui Kubica, dar cu o mașină mai grea din cauza combustibilului. Nu după mult timp, Heidfeld a părăsit linia de curse, permițându-i lui Kubica să facă o depășire ușoară, ceea ce i-a permis apoi mașinii BMW mai ușoare să câștige un avans considerabil asupra lui Heidfeld, care a fost ocupat să-l împiedice pe Fernando Alonso, de asemenea, într-o mașină mai ușoară, să-l urmărească pe Kubica. Diferența creată de Kubica i-a permis să se reîntoarcă confortabil în frunte după ultima oprire la boxe, fără amenințări din spate. Heidfeld a terminat cursa pe locul al doilea, solidificându-și poziția pe locul cinci în campionatul mondial, deși limbajul său corporal de după cursă sugera că era nemulțumit că a cedat o potențială victorie în beneficiul echipei. 

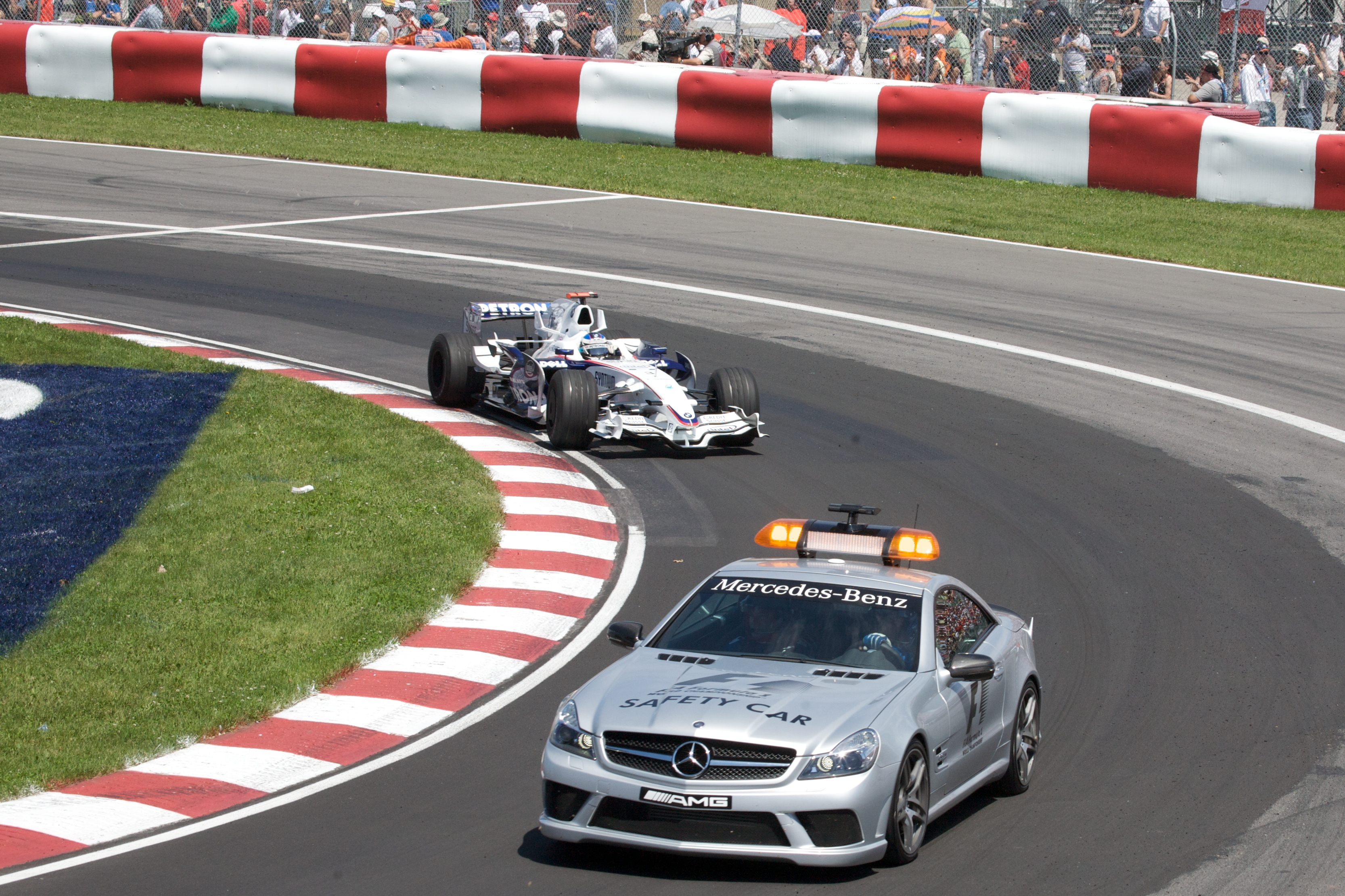
Heidfeld la conducerea cursei în spatele mașinii de siguranță în.

Heidfeld a avut o cursă dezamăgitoare în Franța, nereușind să marcheze vreun punct. A revenit puternic la Marele Premiu al Marii Britanii, pornind pe locul cinci și terminând pe locul doi în condiții umede. O altă performanță de excepție în care a stabilit cel mai rapid tur al cursei pentru a doua oară în acest sezon a fost Marele Premiu de acasă de pe Hockenheimring, în care a arătat că, cel puțin deocamdată, a inversat deficitul de performanță față de coechipierul său. Un alt loc 2 la Marele Premiu al Belgiei, urmat de locurile 5 și 6 în Italia și, respectiv, Singapore, l-au plasat la doar un punct în fața actualului campion mondial en-titre Kimi Räikkönen, cu doar trei curse rămase. Pe 6 octombrie a fost confirmat că atât Heidfeld, cât și Kubica vor rămâne la BMW Sauber pentru sezonul 2009.
În ultimele trei curse, Heidfeld a marcat patru puncte, terminând pe locul șase în clasament, după ce a fost întrecut de Fernando Alonso în ultima rundă a sezonului. Cu toate acestea, Heidfeld a devenit doar al doilea pilot care a terminat 18 curse într-un singur sezon, după ce Tiago Monteiro a finalizat aceeași performanță cu Jordan în 2005. Heidfeld a devenit, de asemenea, primul pilot care a terminat fiecare cursă într-un sezon de la Michael Schumacher în 2002.

#### 2009

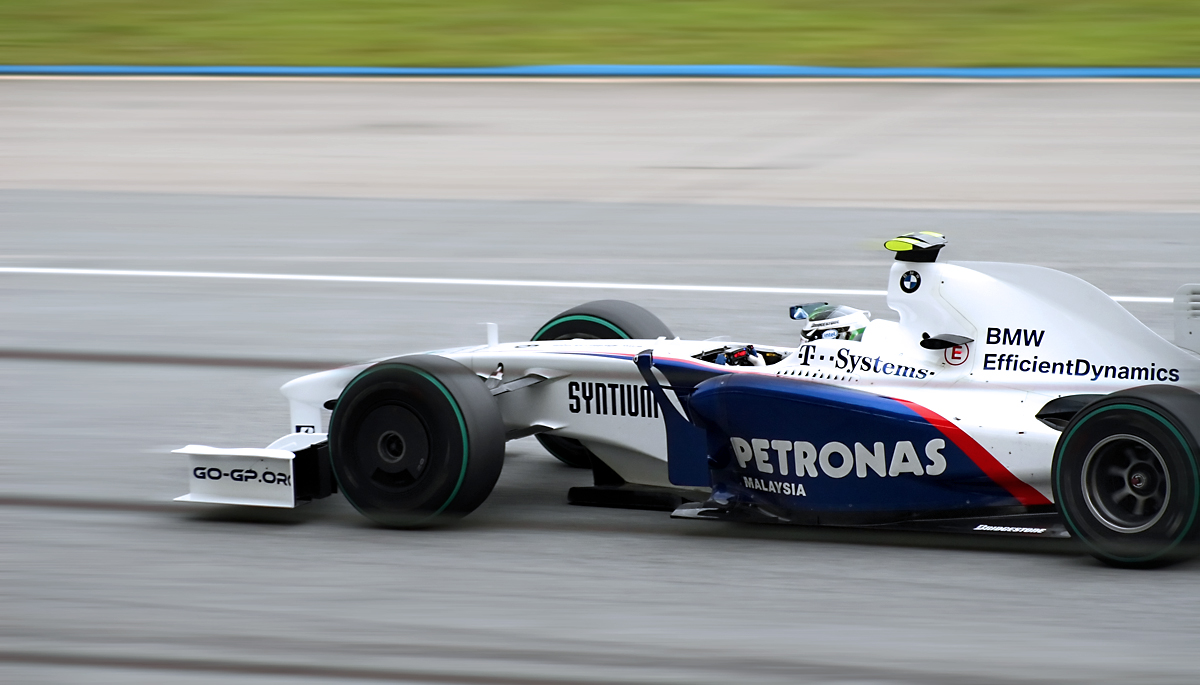
Heidfeld în. După suspendarea cursei, acesta s-a clasat pe locul 2 obținând singurul său podium al sezonului.

Deși BMW atacase 2009 în speranța obținerii titlului mondial, Heidfeld a început sezonul calificându-se pe locul 11 în Australia și terminând pe locul 10 în cursă. La Marele Premiu al Malaysiei, Heidfeld s-a calificat din nou pe locul 11, dar a început de pe locul 10, deoarece Sebastian Vettel a primit o penalizare de zece locuri pe grila de start (pentru un incident cauzat în Australia cu coechipierul lui Heidfeld, Kubica). Cursa a fost oprită din cauza ploii torențiale în turul 33, când Heidfeld era pe poziția a treia, dar, după cum era prevăzut în regulament, rezultatul a fost luat în funcție de pozițiile la sfârșitul penultimului tur încheiat, când Heidfeld se aflase pe locul al doilea. Pentru că mai puțin de 75% din distanța cursei fusese parcursă, piloții au primit doar jumătate de puncte. El a mai marcat 2 puncte la Marele Premiu al Spaniei și a terminat pe locul 5 la Spa pentru a mai înscrie 4 puncte. Un loc 7 la Monza a adăugat alte 2 puncte la palmaresul său din 2009. Cu toate acestea, patru finalizări în puncte în ultimele șase curse i-au asigurat poziția a treisprezecea în Campionatul piloților, cu două puncte înaintea lui Kubica.
În Singapore, seria de 41 de curse consecutive fără retrageri a lui Heidfeld a fost încheiată din cauza unei coliziuni cu Adrian Sutil de la Force India.

### 2010: diferite roluri

#### Pilot de teste pentru Mercedes și Pirelli
În urma deciziei BMW de a se retrage din sport la sfârșitul sezonului 2009, viitorul lui Heidfeld în Formula 1 a fost incert. S-a menționat că a fost considerat să conducă pentru Mercedes GP alături de colegul german Nico Rosberg, dar echipa a semnat un alt german, septuplul campion mondial Michael Schumacher. McLaren a fost, de asemenea, o destinație potențială, totuși și aceste negocieri au dus la nimic. Apoi, Heidfeld a fost în cursă pentru un loc la Renault alături de fostul său coleg de la BMW, Robert Kubica, dar pe 4 februarie, Heidfeld a fost confirmat ca pilot de teste și rezervă pentru Mercedes.
La Marele Premiu al Australiei, Heidfeld a fost ales să-l înlocuiască pe ppPedro de la Rosa]] în calitate de președinte al Asociației Piloților de Mare Premiu. El a părăsit postul după ce a preluat rolul de pilot de testare Pirelli înainte de Marele Premiu al Belgiei și a fost înlocuit de Rubens Barrichello.
În august 2010, deoarece Heidfeld nu a condus încă mașina Mercedes MGP W01, echipa l-a eliberat din contract pentru a putea deveni pilot de testare al companiei de anvelope Pirelli. Heidfeld a testat o mașină Toyota TF109 echipată cu anvelope Pirelli de mai multe ori în 2010 înainte de preluarea de către companie asupra rolului de furnizor unic de anvelope pentru sport începând cu 2011. Heidfeld a finalizat trei teste pentru Pirelli la Mugello, Paul Ricard și Jerez înainte de a fi eliberat din atribuțiile sale pentru a se alătura echipei Sauber, locul său fiind luat de Romain Grosjean.

#### Întoarcerea în F1 cu Sauber

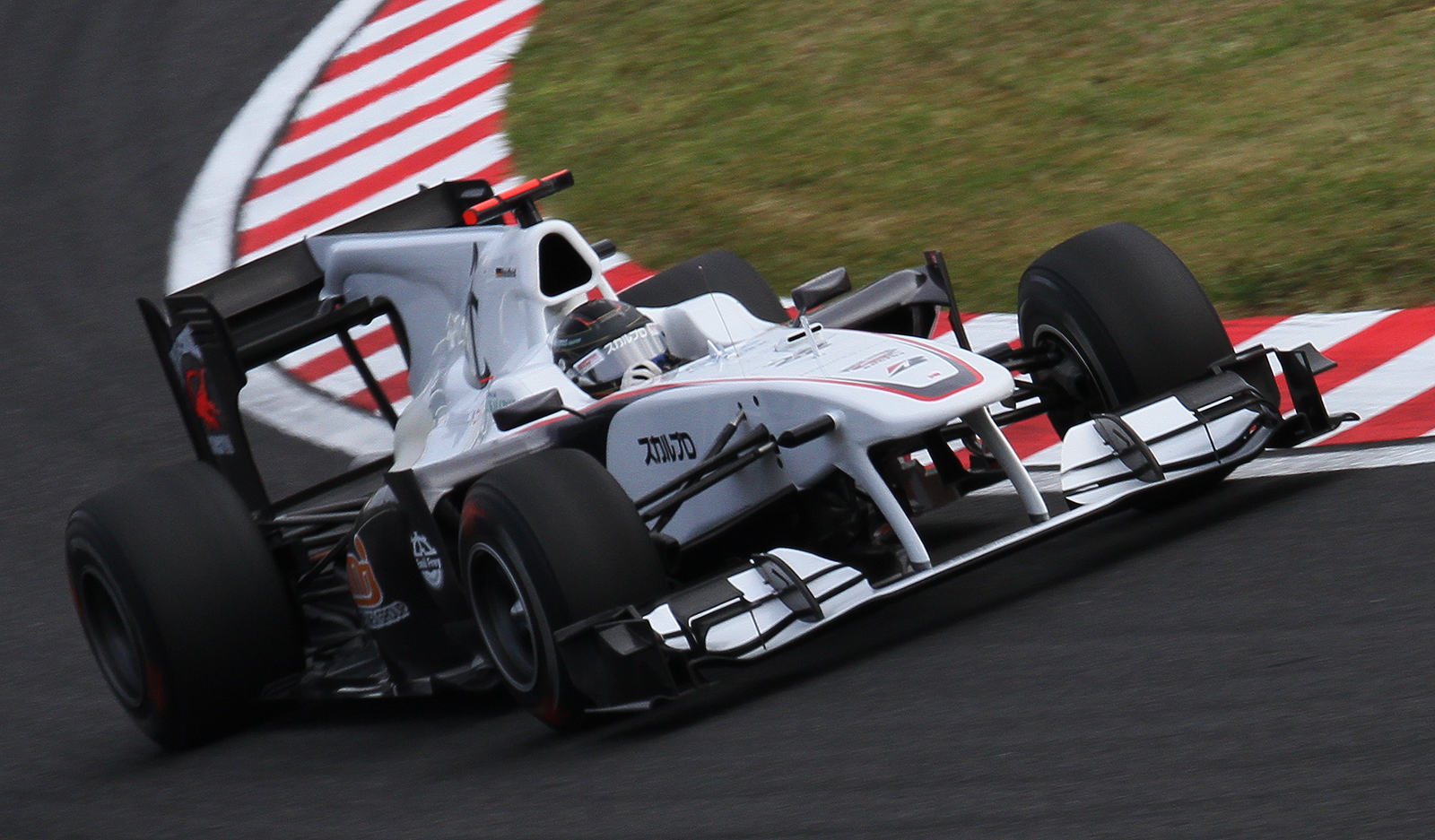
Heidfeld conducând pentru Sauber în.

În septembrie 2010, Heidfeld a revenit pe grila de Formula 1, înlocuindu-l pe Pedro de la Rosa la echipa Sauber pentru restul sezonului 2010. Acesta a mai condus pentru echipă și în perioada 2001-2003. Pe 4 octombrie 2010, Sauber și-a confirmat linia de piloți pentru 2011, formată din Kamui Kobayashi și Sergio Pérez, lăsând-ul pe Heidfeld fără un loc pentru 2011.

### Lotus Renault (2011)
Pe 9 februarie 2011, Lotus Renault GP a confirmat că Heidfeld va împărți sarcinile de testare cu Bruno Senna în sâmbăta și duminica testelor de patru zile de la Jerez, pentru a evalua piloții în pregătirea înlocuirii fostului coechipier de la BMW Sauber, Robert Kubica, care suferise răni pe termen lung la braț și mână într-un accident în timpul unui raliu în Italia, pentru sezonul 2011. Sâmbătă, Heidfeld a stabilit cel mai rapid timp al zilei, declarând că i-a plăcut ziua de rulare – 86 de tururi – cu echipa și s-a distrat conducând mașina. Heidfeld a fost confirmat ca înlocuitorul lui Kubica pe 16 februarie 2011. În Australia, prima cursă a sezonului după anularea Marelui Premiu al Bahrainului, Heidfeld s-a calificat pe locul 18 și a terminat pe locul 12 după ce a suferit avarii semnificative la mașină din cauza unui alt pilot care l-a lovit la începutul cursei. 

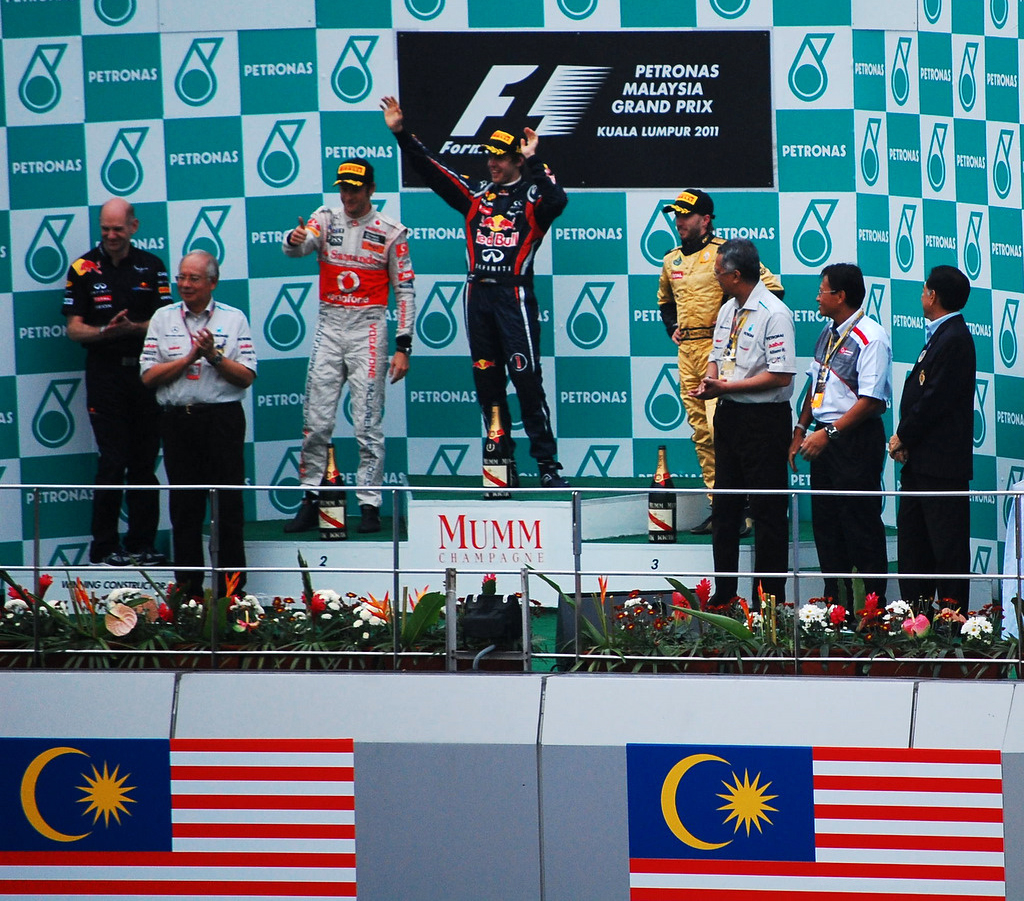
Heidfeld a obținut al 13-lea și ultimul său podium din F1 după ce a terminat pe locul 3 în.

Pe 10 aprilie 2011, Heidfeld a terminat pe locul al treilea, după ce a început cursa de pe locul șase, în Marele Premiu al Malaysiei de la Sepang, doborând recordul lui Stefan Johansson de 12 podiumuri fără victorie. El și-a mai adăugat locul 12 în China, înainte de a termina pe locul șapte în Turcia, după o luptă strânsă cu coechipierul Petrov. Două clasări pe locul opt în Spania și Monaco au fost urmate de o retragere la Marele Premiu al Canadei, după ce s-a lovit de spatele lui Kamui Kobayashi și i-a cauzat daune aripii din față, care s-a rupt la accelerație și a pătruns sub mașină. A fost forțat să se retragă din Marele Premiu al Ungariei după ce mașina lui a luat foc ieșind de la boxe în turul 25. Heidfeld a fost înlocuit de Bruno Senna înainte de Marele Premiu al Belgiei. Heidfeld s-a despărțit oficial de echipă pe 2 septembrie 2011.
Ulterior, germanul de 34 de ani a anunțat că este dispus în continuare la un loc în sport în sezoanele care urmează. În 2019, fostul CEO Mercedes, Nick Fry, a declarat că Heidfeld a fost prima opțiune pentru constructorul german pentru sezonul din 2013, însă în cele din urmă Lewis Hamilton a fost ales.

## Cursele de anduranță
Pe 1 februarie 2012, a fost confirmat că Heidfeld se va alătura echipei Rebellion Racing pentru a participa atât în Cursa de 24 de ore de la Le Mans, cât și la cursele selectate ale Campionatului Mondial de Anduranță FIA. Pe lângă Le Mans, a mai participat și în Cursa de 12 ore de la Sebring și în Cursa de 6 ore de la Spa, împărțind o mașină Lola-Toyota LMP1 cu colegii de echipă Neel Jani și Nicolas Prost. Mașina a terminat pe locul 32 la general și pe locul șapte la clasă la Sebring după ce a întâmpinat probleme, înainte de a se clasa 1-2 cu un Rebellion în clasa neoficială privată la Spa, terminând pe locul cinci la general în spatele celor patru Audi de fabrică. La Le Mans, Heidfeld și colegii săi au avut o performanță bună terminând pe locul patru, împărțind Audi-urile după o cursă rapidă și fără probleme.

## Formula E
Pe 26 iunie 2014, Heidfeld s-a înscris pentru sezonul inaugural de Formula E pentru Venturi Grand Prix. În prima cursă de la Beijing ePrix din 2014, el a avut un accident spectaculos în virajul final din ultimul tur cu pilotul e.Dams Renault, Nicolas Prost, în timp ce lupta pentru conducere. Prost a acceptat mai târziu vina pentru accident. La Putrajaya ePrix din 2014, s-a retras din cursă după o coliziune de această dată cu Franck Montagny, dar a fost exclus ulterior de pe locul 19 pentru că și-a schimbat mașina în afara zonei permise în timpul opririi la boxe, ceea ce a însemnat că nu și-a putut șterge cursa ca rezultat din campionat.

## Palmaresul complet în Formula 1
| Legendă      | Legendă                                                |
| Culoare      | Rezultat                                               |
| ------------ | ------------------------------------------------------ |
| Auriu        | Câștigător                                             |
| Argintiu     | Locul 2                                                |
| Bronz        | Locul 3                                                |
| Verde        | Alte locuri care punctează                             |
| Albastru     | Alte locuri                                            |
| Albastru     | Nu s-a clasat, dar a terminat cursa (NC)               |
| Purpuriu     | A abandonat cursa (Ab)                                 |
| Negru        | Descalificat (DSC)                                     |
| Alb          | Nu a luat startul (NS)                                 |
| Roșu         | Nu s-a calificat (NSC)                                 |
| Fără culoare | Retras înainte de calificări (Ret)                     |
| Fără culoare | Exclus (EX)                                            |
| Fără culoare | Nu a participat (celulă goală)                         |
| Adnotare     | Însemnătate                                            |
| P            | Pole position                                          |
| R            | Cel mai rapid tur                                      |
| *            | Nu a terminat, dar a parcurs mai mult de 90% din cursă |

| Sezon  | Echipă     | Șasiu | Motor                    | 1      | 2      | 3      | 4      | 5      | 6      | 7      | 8      | 9      | 10     | 11      | 12     | 13     | 14     | 15      | 16     | 17     | 18      | 19     | Poz. | Puncte |
| ------ | ---------- | ----- | ------------------------ | ------ | ------ | ------ | ------ | ------ | ------ | ------ | ------ | ------ | ------ | ------- | ------ | ------ | ------ | ------- | ------ | ------ | ------- | ------ | ---- | ------ |
| 2000   | Prost      | AP03  | Peugeot A20 3.0 V10      | AUS 9  | BRA Ab | SMR Ab | GBR Ab | ESP 16 | EUR EX | MCO 8  | CAN Ab | FRA 12 | AUT Ab | DEU 12* | HUN Ab | BEL Ab | ITA Ab | USA 9   | JPN Ab | MYS Ab | N/A     | N/A    | 21   | 0      |
| 2001   | Sauber     | C20   | Petronas 01A 3.0 V10     | AUS 4  | MYS Ab | BRA 3  | SMR 7  | ESP 6  | AUT 9  | MCO Ab | CAN Ab | EUR Ab | FRA 6  | GBR 6   | DEU Ab | HUN 6  | BEL Ab | ITA 11  | USA 6  | JPN 9  | N/A     | N/A    | 8    | 12     |
| 2002   | Sauber     | C21   | Petronas 02A 3.0 V10     | AUS Ab | MYS 5  | BRA Ab | SMR 10 | ESP 4  | AUT Ab | MCO 8  | CAN 12 | EUR 7  | GBR 6  | FRA 7   | DEU 6  | HUN 9  | BEL 10 | ITA 10  | USA 9  | JPN 7  | N/A     | N/A    | 10   | 7      |
| 2003   | Sauber     | C22   | Petronas 03A 3.0 V10     | AUS Ab | MYS 8  | BRA Ab | SMR 10 | ESP 10 | AUT Ab | MCO 11 | CAN Ab | EUR 8  | FRA 13 | GBR 17  | DEU 10 | HUN 9  | ITA 9  | JPN 5   | USA 9  | N/A    | N/A     | N/A    | 14   | 6      |
| 2004   | Jordan     | EJ14  | Ford RS2 3.0 V10         | AUS Ab | MYS Ab | BHR 15 | SMR Ab | ESP Ab | MCO 7  | EUR 10 | CAN 8  | USA Ab | FRA 16 | GBR 15  | DEU Ab | HUN 12 | BEL 11 | ITA 14  | CHN 13 | JPN 13 | BRA Ab  | N/A    | 18   | 3      |
| 2005   | Williams   | FW27  | BMW P84/5 3.0 V10        | AUS Ab | MYS 3  | BHR Ab | SMR 6  | ESP 10 | MCO 2  | EUR 2P | CAN Ab | USA NS | FRA 14 | GBR 12  | DEU 11 | HUN 6  | TUR Ab | ITA Ret | BEL    | BRA    | JPN     | CHN    | 11   | 28     |
| 2006   | BMW Sauber | F1.06 | BMW P86 2.4 V8           | BHR 12 | MYS Ab | AUS 4  | SMR 13 | EUR 10 | ESP 8  | MCO 7  | GBR 7  | CAN 7  | USA Ab | FRA 8   | DEU Ab | HUN 3  | TUR 14 | ITA 8   | CHN 7  | JPN 8  | BRA 17* | N/A    | 9    | 23     |
| 2007   | BMW        | F1.07 | BMW P86/7 2.4 V8         | AUS 4  | MAL 4  | BHR 4  | ESP Ab | MCO 6  | CAN 2  | USA Ab | FRA 5  | GBR 6  | EUR 6  | HUN 3   | TUR 4  | ITA 4  | BEL 5  | JPN 14* | CHN 7  | BRA 6  | N/A     | N/A    | 5    | 61     |
| 2008   | BMW Sauber | F1.08 | BMW P86/8 2.4 V8         | AUS 2  | MAL 6R | BHR 4  | ESP 9  | TUR 5  | MCO 14 | CAN 2  | FRA 13 | GBR 2  | DEU 4R | HUN 10  | EUR 9  | BEL 2  | ITA 5  | SGP 6   | JPN 9  | CHN 5  | BRA 10  | N/A    | 6    | 60     |
| 2009   | BMW Sauber | F1.09 | BMW P86/9 2.4 V8         | AUS 10 | MAL 2  | CHN 12 | BHR 19 | ESP 7  | MCO 11 | TUR 11 | GBR 15 | DEU 10 | HUN 11 | EUR 11  | BEL 5  | ITA 7  | SGP Ab | JPN 6   | BRA Ab | ABU 5  | N/A     | N/A    | 13   | 19     |
| 2010   | BMW Sauber | C29   | Ferrari 056 2.4 V8       | BHR    | AUS    | MAL    | CHN    | ESP    | MCO    | TUR    | CAN    | EUR    | GBR    | DEU     | HUN    | BEL    | ITA    | SGP Ab  | JPN 8  | KOR 9  | BRA 17  | ABU 11 | 18   | 6      |
| 2011   | Renault    | R31   | Renault RS27-2011 2.4 V8 | AUS 12 | MAL 3  | CHN 12 | TUR 7  | ESP 8  | MCO 8  | CAN Ab | EUR 10 | GBR 8  | DEU Ab | HUN Ab  | BEL    | ITA    | SGP    | JPN     | KOR    | IND    | ABU     | BRA    | 11   | 34     |
| Surse: |            |       |                          |        |        |        |        |        |        |        |        |        |        |         |        |        |        |         |        |        |         |        |      |        |